# أولاد سي بلغيت (أولاد بورحمون)
أولاد سي بلغيت هي إحدى مشيخات المملكة المغربية، تتبع جغرافيا لإقليم الفقيه بن صالح وإداريًا لأولاد بورحمون. يقدر عدد سكانها بـ 2087 نسمة حسب الإحصاء الرسمي للسكان والسكنى لسنة 2004.